# Anri Kawamura
Anri Kawamura (jap. 川村あんり Kawamura Anri; ur. 15 października 2004 w Higashikurume) – japońska narciarska dowolna, złota medalistka mistrzostw świata juniorów.
Po raz pierwszy na arenie międzynarodowej pojawiła się 2 lutego 2019 roku w Tazawako, gdzie wygrała rywalizację w jeździe po muldach. W 2021 roku wystąpiła na mistrzostwach świata juniorów w Krasnojarsku, zdobywając złoty medal w tej samej konkurencji. W Pucharze Świata zadebiutowała 7 grudnia 2019 roku w Ruce, kończąc rywalizację w jeździe po muldach na drugiej pozycji. Rozdzieliła tam na podium Francuzkę Perrine Laffont i Britteny Cox z Australii. W klasyfikacji końcowej jazdy po muldach w sezonie 2020/2021 zajęła drugie miejsce. W sezonie 2021/2022 zajęła trzecie miejsce w klasyfikacji generalnej muld (MO+DM), a w klasyfikacji jazdy po muldach (MO) była druga.

## Osiągnięcia

### Igrzyska olimpijskie
| Miejsce | Dzień    | Rok  | Miejscowość | Konkurencja      | Zwyciężczyni   |
| ------- | -------- | ---- | ----------- | ---------------- | -------------- |
| 5.      | 6 lutego | 2022 | Pekin       | Jazda po muldach | Jakara Anthony |

### Mistrzostwa świata
| Miejsce | Dzień   | Rok  | Miejscowość | Konkurencja      | Zwycięzca           |
| ------- | ------- | ---- | ----------- | ---------------- | ------------------- |
| 20.     | 8 marca | 2021 | Ałmaty      | Jazda po muldach | Perrine Laffont     |
| DNS     | 9 marca | 2021 | Ałmaty      | Muldy podwójne   | Anastasija Smirnowa |

### Puchar Świata

#### Miejsca w klasyfikacji generalnej jazdy po muldach
- sezon 2019/2020: 7.

Od sezonu 2020/2021 klasyfikacja jazdy po muldach jest jednocześnie klasyfikacją generalną.
- sezon 2020/2021: 2.
- sezon 2021/2022: 3.
- sezon 2022/2023: 3.

#### Miejsca na podium w zawodach
1. Ruka – 7 grudnia 2019 (jazda po muldach) – 2. miejsce
2. Idre Fjäll – 12 grudnia 2020 (jazda po muldach) – 2. miejsce
3. Idre Fjäll – 13 grudnia 2020 (muldy podwójne) – 3. miejsce
4. Deer Valley – 4 lutego 2021 (jazda po muldach) – 2. miejsce
5. Idre Fjäll – 11 grudnia 2021 (jazda po muldach) – 1. miejsce
6. L’Alpe d’Huez – 17 grudnia 2021 (jazda po muldach) – 2. miejsce
7. Mont-Tremblant – 7 stycznia 2022 (jazda po muldach) – 1. miejsce
8. Mont-Tremblant – 8 stycznia 2022 (jazda po muldach) – 3. miejsce
9. Deer Valley – 13 stycznia 2022 (jazda po muldach) – 2. miejsce
10. Deer Valley – 14 stycznia 2022 (jazda po muldach) – 1. miejsce
11. Megève – 18 marca 2022 (jazda po muldach) – 3. miejsce
12. Ruka – 3 grudnia 2022 (jazda po muldach) – 3. miejsce
13. Idre Fjäll – 10 grudnia 2022 (jazda po muldach) – 2. miejsce
14. Idre Fjäll – 11 grudnia 2022 (muldy podwójne) – 2. miejsce
15. L’Alpe d’Huez – 17 grudnia 2022 (muldy podwójne) – 1. miejsce
16. Saint-Côme – 28 stycznia 2023 (muldy podwójne) – 1. miejsce
17. Chiesa in Valmalenco – 11 lutego 2023 (muldy podwójne) – 3. miejsce